# Незалежність

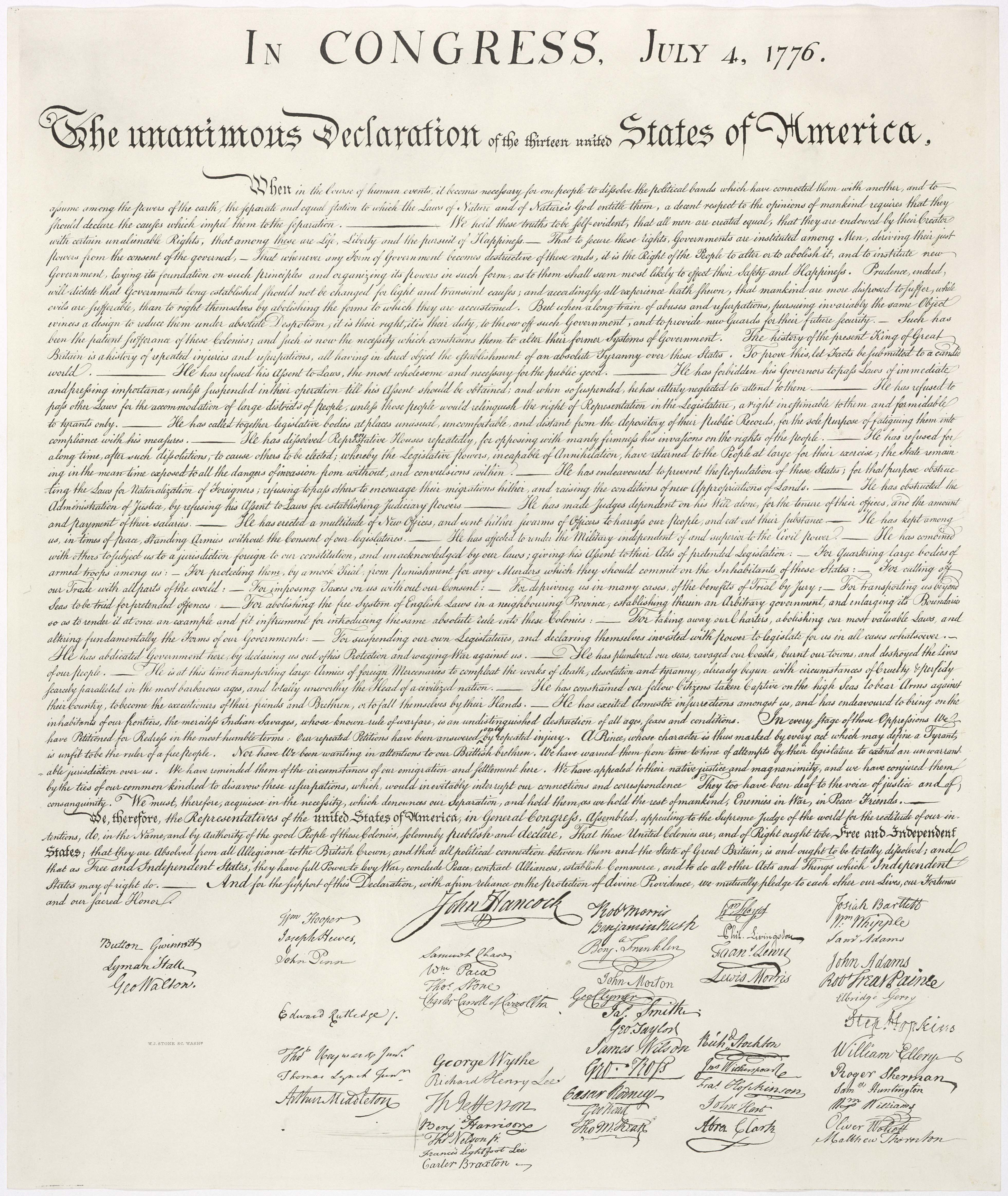
Текст Декларації незалежності Сполучених Штатів Америки

Незале́жність — можливість приймати самостійні рішення, які підкоряються власним бажанням та інтересам і не потребують зовнішніх вказівок та наказів. Незалежність для держави — політична самостійність, відсутність підлеглості, суверенітет.
Слово незалежність має різні визначення у різних сферах життєдіяльності людства.
У міжнародному праві незалежність держави тотожна актам визнання її іншими державами, які не обов'язково мають з нею дипломатичні відносини.
З політичної точки зору, терміном «незалежність» деякі позначають різні принципи і інститути конституційного права. Для держави в зовнішніх відносинах — це суб'єктність міжнародного права, обов'язкова частина суверенітету, у внутрішніх відносинах — поділ влади. Для людини — це правовий статус особистості, статус суддів.
В історії відомі випадки здобуття державної незалежності в результаті боротьби націй за свою незалежність, наприклад, Війна за незалежність США (1775-1783). Відомі випадки утворення кількох самостійних держав з однієї, частинами якої вони були (республіки Югославії, Чехословаччини, СРСР). Водночас відомі й випадки поступового здобуття незалежності, як у разі незалежності Канади від Великої Британії. Також є країни, чия незалежність не має дати проголошення, вони незалежні дуже давно в силу історичних обставин: Японія, Швеція, Росія.
Оголошення незалежності може супроводжуватися прийняттям декларації про незалежність.

## Ознаки незалежності (самостійності)
Самостійність слід характеризувати такими основними ознаками: 
- здатністю самостійно визначати цілі, завдання та методи їх досягнення;
- здатністю вирішувати питання і проблеми за власний рахунок;
- свободою вибору тієї чи іншої поведінки.

## Континенти

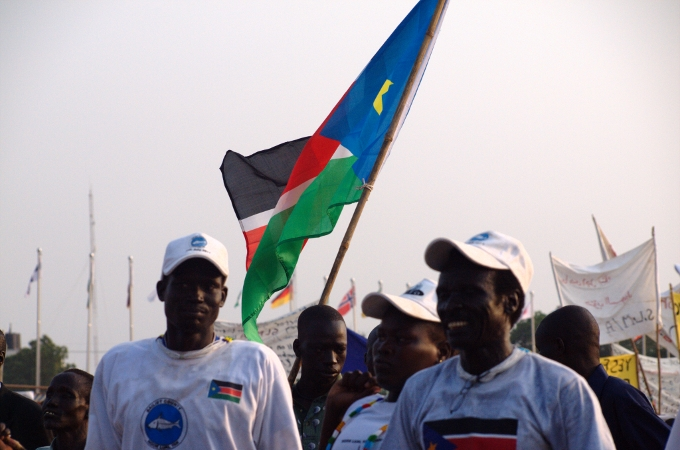
Південний Судан — наймолодша країна світу

| Континент  | Континент | Кількість            | Найстаріша країна               | Найновіша країна       |
| ---------- | --------- | -------------------- | ------------------------------- | ---------------------- |
|            | Африка    | 54                   | Ефіопія (1137)                  | Південний Судан (2011) |
| Європа     | 50        | Сан-Марино (301)     | Чорногорія (2006) Косово (2008) |                        |
| Азія       | 44        | КНР (2070 до н. е.)  | Східний Тимор (2002)            |                        |
| Америка    | 35        | США (1776)           | Сент-Кіттс і Невіс (1983)       |                        |
| Океанія    | 14        | Австралія (1901)     | Палау (1994)                    |                        |
| Антарктика | 8         | de facto кондомініум | de facto кондомініум            |                        |